# Hans von Boehn
Hans Mathias Ludwig Philipp von Boehn (né le 2 juin 1853 à Słupsk et mort le 31 mars 1931 à Berlin) est un général de cavalerie prussien.

## Biographie

### Origine
Hans von Boehn est issu de la 2e branche (branche de Besow-Silkow) de la 2e lignée de la famille noble de Poméranie von Boehn. Il est le fils du lieutenant-général prussien Julius von Boehn (1820-1893) et de son épouse Josefa, née Cords (1830-1883). Son frère aîné Max (1850-1921) devient colonel général prussien et chef de l'armée pendant la Première Guerre mondiale.

### Carrière militaire
Après le corps de cadets, von Boehn est affecté le 18 octobre 1871 au 1er régiment à pied de la Garde de l'armée prussienne en tant qu'enseigne porte-pee et promu sous-lieutenant à la mi-avril 1873. Fin juin 1874, il est muté au 76e régiment d'infanterie et de fin mai 1876 à fin novembre 1877, il commande la compagnie de la Garde du château. Lorsque Boehn est transféré au 5e régiment d'uhlans (de) le 15 janvier 1878, il change d'armes et est promu premier lieutenant à la mi-mars 1883. La même année et trois ans plus tard, il participa au voyage d'état-major du 7e corps d'armée. Boehn part en congé en Égypte pendant quatre mois et demi à partir de décembre 1896, puis sert comme adjudant régimentaire et est promu capitaine et chef du 4e escadron le 15 octobre 1888 avec la promotion au grade de Rittmeister.. Dès la mi-septembre 1893, il est affecté au commandement général du 7e corps d'armée à Münster et reçoit le grade de major fin août 1895. Tout en étant maintenu dans son commandement, il reçoit le 12 septembre 1895 le brevet de son grade.
Le 11 août 1896, il est nommé aide de camp en service de l'empereur Guillaume II. Boehn est promu Oberstleutnant début juin 1900 et est affecté du 16 août 1900 au 5 août 1901 au commandant en chef du haut commandement de l'armée en Asie de l'Est (de), le Generalfeldmarschall Alfred von Waldersee, zugeteilt. . Dans cette position, il participe à la bataille de Tse King Kuan lors de la répression de la révolte des Boxers et reçoit pour son action la croix de chevalier de l'Ordre royal de la Maison de Hohenzollern avec épées. Tout en conservant son grade d'adjudant d'aile, Boehn commande le 1er régiment d'uhlans de la Garde, à partir du 26 mars 1902, est promu colonel un mois plus tard et est chargé le 27 janvier 1904 de la direction de la 1re brigade de cavalerie de la Garde. En tant que Generalmajor, il commande cette brigade du 16 octobre 1906 au 24 mai 1907. Nommé ensuite commandant de Berlin, Boehn est nommé général à la suite de l'empereur le 27 janvier 1909, tout en restant à ce poste, et est promu lieutenant-général l'année suivante. En approbation de sa demande de départ, Boehn est mis à disposition le 30 janvier 1913 avec la pension légale et l'autorisation de porter l'uniforme du 1er régiment d'uhlans de la Garde

### Famille
Boehn se marie le 16 octobre 1903 à Berlin avec la veuve du Rittmeister prussien Konrad von Blücher (1855–1895), Virginie baronne von Beaulieu-Marconnay (de) (1864–1939), fille de Karl von Beaulieu-Marconnay (de). De leur union sont nés leur fille Wilhelmine (1904-1987) et leur fils Hans-Joachim (1905-1971). La sépulture du couple est conservée au cimetière des Invalides de Berlin.

## Publications
- Geschichte des Westfälischen Ulanen-Regiments Nr. 5, Düsseldorf, August Bagel, 1890.

## Distinctions
- Chevalier de l'ordre de la Couronne de chêne